# Geofence

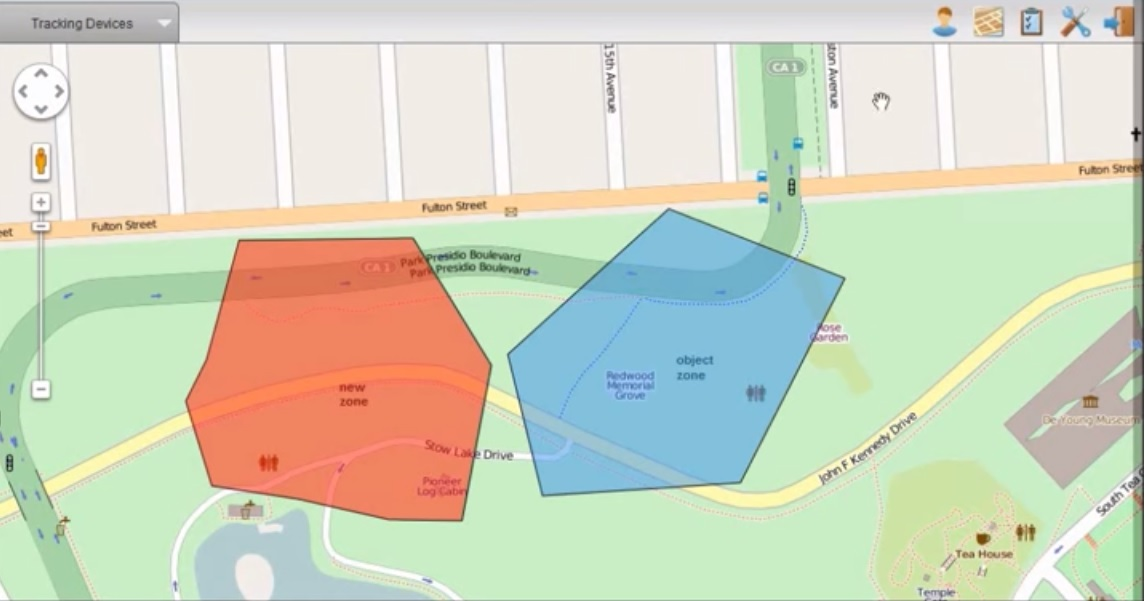
Due geofence definiti in un'applicazione GPS

Un geofence (in lingua inglese "geo-recinzione") è un perimetro virtuale associato ad un'area geografica del mondo reale.  Può essere generato dinamicamente, ad esempio come l'area entro un raggio da un punto prefissato, oppure può essere definito da un insieme di confini prestabiliti.
L'uso di geo-fence è noto come geo-fencing, e tipicamente prevede l'uso di dispositivi capaci di determinare la propria posizione (location-aware), ad esempio smartphone, usati come terminali di un location-based service (LBS): quando l'utente entra o esce da un geo-fence, il dispositivo oppure il gestore del servizio ricevono una notifica, che può essere usata per controllare azioni prestabilite.

## Applicazioni
Il geo-fencing, spesso combinato con altre tecniche di geomarketing, è usato a scopo commerciale, generalmente per fornire pubblicità mirata agli utenti che attraversano un geo-fence. L'uso particolarmente invasivo di tecniche di geo-fencing, ad esempio per inviare pubblicità mirate ai pazienti che entrano al pronto soccorso oppure messaggi di propaganda pro-life alle donne che entrano in cliniche che praticano l'aborto, è stato classificato come molestia e condannato in alcune sentenze negli Stati Uniti.
Un sistema di geo-fencing può essere usato come meccanismo di controllo parentale per monitorare gli spostamenti di bambini e notificare i genitori quando questi fuoriescono da un'area prestabilita. Alcune società usano il geo-fencing per monitorare gli impiegati, specialmente quelli che svolgono ruoli in aree speciali. La tecnica può essere usata per implementare armi da fuoco localizzate, che funzionano solo entro aree prestabilite nelle quali è consentito l'utilizzo, prevenendone ad esempio l'uso a scopo criminale. Analogamente, i veicoli possono essere monitorati a scopo di antifurto e gli animali selvatici possono essere monitorati per notificare i ranger quando questi entrano in aree coltivate. Applicazioni turistiche riguardano l'invio di avvisi di sicurezza e comunicazioni.
Come strumento di sicurezza, il geo-fencing può essere usato per autorizzare la connessione di client a una rete senza fili e per prevenire l'ingresso di droni in spazi aerei ad accesso ristretto.